# 上澤昇
上澤昇（かみさわ のぼる、1934年（昭和9年） - ）は、日本の実業家。オリエンタルランド副社長。静岡県出身。
ディズニーランドの日本誘致交渉に、高橋政知らと共に、初期から最終契約締結まで直接携わる。また、東京ディズニーランド開業から、オリエンタルランド常務取締役（最高運営責任者）、副社長を務め、日本における「テーマパーク」の基礎を確立した。

## 略歴
- 1957年、中央大学法学部法律学科卒業後、船橋ヘルスセンターを運営する朝日土地興業（後に三井不動産に吸収合併）に入社。
- 1972年9月、オリエンタルランドに入社。
- 1974年、レジャー開発本部レジャー企画室長に就任。
- 1979年、取締役レジャー事業本部ディズニーランド部長に就任。
- 1983年、常務取締役に就任。
- 1991年、専務取締役に就任。
- 1993年、取締役副社長に就任。
- 2001年、オリエンタルランドを退社。
- 2003年まで、舞浜リゾートライン取締役会長を務める。

## 著書
- 『魔法の国からの贈りもの』PHP研究所、2008年8月。ISBN 978-4569698304